# Медведки (Угранский район)
Медведки — деревня в Угранском районе Смоленской области России. Входит в состав Русановского сельского поселения.
Население — 7 жителей (2007 год).
Расположена в юго-восточной части области в 7 км к юго-западу от Угры, в 4 км северо-западнее автодороги Знаменка — Спас-Деменск, на берегу реки Угра. В 7 км северо-восточнее от деревни находится железнодорожная станция Угра на линии Торжок — Брянск.

## История
В годы Великой Отечественной войны деревня была оккупирована гитлеровскими войсками в октябре 1941 года, освобождена в марте 1943 года.